# For Squirrels
For Squirrels was een alternatieve rockband uit Florida die opgericht werd in 1992, zijn naam veranderde naar Subrosa in 1996 en werd opgedoekt in 2001.
Hun bekendste single was Mighty K.C. van hun album Example uit 1995. Deze kende een bescheiden succes na het verkeersongeval waarbij twee stichtende leden van de band omkwamen, net op het moment dat de band op de rand van een doorbraak stond.

## Geschiedenis

### Oorspronkelijke samenstelling (1992-1995)
De band bestond uit zanger Jack Vigliatura IV, bassist Bill White, gitarist Travis Tooke en drummer Jay Russell. De band verklaarde dat ze zo toegewijd waren om in een band te zijn, dat ze zelfs voor eekhoorns, “for squirrels”, zouden spelen. Hun muziek is verwant aan die van R.E.M., en op hardere momenten aan de grunge rock en Nirvana.
Jay Russell werd vervangen door Jack Griego. Hun eerste album, Baypath Rd., brachten ze zelf uit in 1994, gevolgd door de EP Plymouth die bestond uit vijf nummers van Baypath Rd. Ze tekenden een contract bij Sony/550 Music en namen het album Example op, geproduceerd door Nick Launay. Dit album zou uitkomen op 3 oktober 1995.
Op 8 september 1995 was de band betrokken in een zwaar verkeersongeval waarbij Vigliatura, White en hun tourmanager Tim Bender overleden. Griego en Tooke liepen verwondingen op maar overleefden het ongeval. Het album werd uitgebracht zoals gepland. De single Mighty K.C., over het overlijden van Kurt Cobain, was een hitje in Amerika.

### Na het ongeval (1995-1996)
Enkele maanden na het ongeval bliezen Tooke en Griego de band nieuw leven in met Andy Lord op bas. Tooke nam de rol van zanger over.

### Als Subrosa (1996-2001)
Tegen het einde van 1996 speelde het drietal onder de naam Subrosa. Hun enige plaat was “Never Bet the Devil Your Head”, uitgebracht bij Sony Records. Mike Amish vervoegde de band als tweede gitarist. Griego verliet de band en werd vervangen door Rusty Valentine. De groep ontbond zichzelf in 2001.

## Bandleden
- Jack Vigliatura – zang (1992-1995)
- Travis Tooke - gitaar, zang (1992-2001)
- Bill White - basgitaar (1992-1995)
- Jay Russell - drums (1992-1993)
- Jack Griego - drums (1993-1999)
- Andy Lord - basgitaar (1995-2001)
- Mike Amish - gitaar, keyboard (1997-2001)
- Rusty Valentine - drums (1999-2001)